# Molji živijo v prahu
Molji živijo v prahu je antiutopični roman Nataše Sukič, ki je izšel leta 2010 pri Založbi ŠKUC (Zbirka Vizibilija).  
Dogaja se v prihodnosti, ko v svetu živijo psihološko izpraznjeni ljudje, ki so napolnjeni z idejami, ki jih od njih pričakuje vladajoči sistem.   
Začne se s citatom Georga Orwella iz romana 1984 »Iztisnili te bomo do praznega, nato pa te bomo napolnili z nami«.   

### Zgodba
Roman je razdeljen na pet delov, ki so poimenovani Prihod, Električna klavnica, Drenovo skrivno življenje plazilca, Brezno in Epilog.
Dogajanje je postavljeno v sedanjost oz. v bližnjo prihodnost. Govori o pazniku Drenu. Ta je v državni službi v zaporu, ki je več metrov pod zemljo. Tam na jetnikih izvajajo brutalne poskuse. 
Dren je nestrpen do drugačnih, »do moljev« (kot molji so poimenovani vsi predstavniki drugih narodnosti in ras, spolni izobčenci itd.), v zaporu pa se, ironično, zaljubi v neimenovano transseksualko. Tega občutka, kako ga vzburja, ne prenese. Dren je neka izpraznjena človeška lupina, napolnjena z idejami sistema, je kot žuželka, ujeta v pajkovo mrežo, v roke sistema, iz katerega se nikakor ne more rešiti. 
Dren v resnici simbolizira tiho, pasivno družbo, ki slepo sledi sistemu in njihovim navodilom, transseksualka pa tiste marginalne skupine, ki so, prav tako kot tu v zaporu, žrtve vseh vrst nasilja. Jetnica je kljub vsem nemogočim razmreram pogumna, odločna in ostalim zna stati ob strani. Za svojimi dejanji stoji in jih ne obžaluje.

## Kritika
Tina Vrščaj je za Poglede zapisala, da jo roman spominja na Odlagališče Vesne Lemaić in da preambiciozna fabula duši like in slog, ki ima tako težave s posiljeno metaforičnostjo in obrabljenimi rekli. Njena končna sodba je bila, da je roman le idejno okostje in da zato njegovo aktivistično sporočilo ne pade na plodna tla. Po njenem še tako plemenita ideja bralca brez umetniške moči ne more doseči.